# David Mühlenbruch
David Mühlenbruch, även skrivet Mühlenbruck, född 1680 i Kalmar stadsförsamling, död 7 juni 1727 i Kalmar stadsförsamling, var en svensk ämbetsman.

## Biografi
David Mühlenbruch föddes 1680 i Kalmar stadsförsamling. Han var son till borgmästaren Didrik Mühlenbruck och Marta Haijock. Mühlenbruch arbetade som rådman och handelsman i Kalmar.
Han var riksdagsman för borgarståndet vid riksdagen 1719. Mühlenbruch avled 1727 i Kalmar stadsförsamling.

### Familj
Mühlenbruch gifte sig första gången 6 januari 1703 med Anna De Rees (1686–1705), dotter till borgmästaren Hans de Rees och Maria Maville i Västervik. De fick tillsammans barnen Anna Martha Mühlenbruch (född 1704) som var gift med handelsmannen Michael Gallatz och Maria Christina Mühlenbruch (född 1705) som var gift med fortifikationskaptenen Sifvert Arfvidsson i Kalmar och handelsmannen Zachris Appelgren i Kalmar.
Han gifte sig andra gången 28 december 1710 i Kalmar med Margaretha Sofia Witte (1695–1713), dotter till handelsmannen Christian Witte och Anna Nilsdotter Svan i Kalmar.
Mühlenbruch gifte sig tredje gången 5 februari 1717 i Kalmar med Maria Amalia Dobbien (1698–1760). De fick tillsammans barnen Sofia Amalia Mühlenbruch (1717–1768) som var gift med handelsmannen Johan Gotthard Mett i Kalmar, Ulrika Eleonora Mühlenbruch (1719–1757) som var gift med handelsmannen Claës Henrik Mett i Kalmar och Carl Didrik Mühlenbruch (1722–1760).